# Lucius Wolter
Lucius Wolter (* 4. September 1979 in Hamburg) ist ein deutscher Sänger, Schauspieler und Musicaldarsteller.

## Leben und Wirken
Nach ersten musikalischen Versuchen auf der Blockflöte, lernte Lucius Wolter bereits ab dem sechsten Lebensjahr Klavier, u. a. bei  Ernst R. Barthel in Lübeck. Im gleichen Alter trat er dem Kinderchor der Hamburger Staatsoper namens Hamburger Alsterspatzen bei und wirkte drei Jahre in zahlreichen Opern sowie Rundfunk- und Fernsehauftritten als Solist und Chorsänger mit. Es folgten fünf Jahre Gesangsunterricht bei Peter Anders und Perrin Allen. Bei „Jugend musiziert“ gewann er mehrfach Bundespreise in den Bereichen Solo- und Duettgesang sowie 1999 einen Sonderpreis der Hamburger Philharmoniker. Bei Tilman Madaus, Marianne Bernhardt, Anna Hauer und Stefan Leonhardt erhielt Wolter Schauspielunterricht und Sprecherziehung. Er war in zahlreichen Konzerten zu hören und wirkte an kleineren Musiktheaterproduktionen mit.
Der erste Auftritt in einer professionellen Bühnenproduktion folgte am Kurtheater Westerland im Sommer 2000 und im dänischen Stadttheater Abenrade in „Figaros Hochzeit“ von Wolfgang Amadeus Mozart. Der Durchbruch war die Deutschlandpremiere von Elisabeth am Colosseum Theater in Essen mit der Rolle des Kronprinzen Rudolf.
Danach war Lucius in vielen Musicals im deutschsprachigen Raum zu sehen und hören. Zu den wichtigsten Rollen gehören die des Marius in Les Miserables am Theater des Westens in Berlin, Maxim de Winter in Rebecca am Raimundtheater in Wien, Raoul in Das Phantom der Oper und Jesus in Jesus Christ Superstar, u. a. am MuseumsQuartier in Wien. Die Rollen des Kerchak und Mr. Clayton in Disney’s Tarzan spielte er in der Neuen Flora in Hamburg, am Apollo Theater Stuttgart und dem Metronom Theater in Oberhausen. 
Im Jahr 2018 übernahm er am Landestheater Detmold und am Theater Nordhausen die Titelrolle in Frank Wildhorns Dracula. Den Baron von Gaigern spielte er in Grand Hotel am Staatstheater am Gärtnerplatz in München, den Tony in der West Side Story bei den Thunerseespielen und den Tecklenburger Festspiele, wo er auch den Lanzelot in Camelot spielte. In der Neuen Flora Hamburg und bei den Thunerseespielen übernahm er in Titanic die Partien des Thomas Andrews und Barrett sowie weitere Ensemblerollen. In Mozart! am Wiener Raimundtheater spielte er den Colloredo. Er stand beim Musicalsommer Winzendorf 2019 als Garcia in der deutschen Erstaufführung des Wildhorn-Musicals Carmen und an der Oper Magdeburg in der Spielzeit 2019/2020 als Athos in 3 Musketiere auf der Bühne. Zusätzlich war er 2021 in Cats am Wiener Raimundtheater als Gus/Growltiger und Alt Deuteronimus zu sehen.
Bei den Seefestspielen Mörbisch 2024 übernahm er in My fair Lady – Das Musical als Zweitbesetzung die Rollen des Henry Higgins und des Colonel Hugh Pickering. In derselben Saison übernahm er am Landestheater Linz in der Uraufführung von Die Königinnen von Henry Mason und Thomas Zaufke die Rolle des Lord Darnley.
Außerdem arbeitete Lucius als musikalischer Leiter, u. a. für Joop van den Ende Academy, Thalia Theater Hamburg, Aida Cruises und Teatro Wien.
Seit 5. Mai 2012 ist Lucius Wolter mit der Sängerin und Musicaldarstellerin Silke Braas verheiratet. Gemeinsam haben sie einen Sohn und eine Tochter.